# Mutter (Rammstein-album)
Mutter er det tredje album fra det tyske Neue Deutsche Härte-band Rammstein der blev udgivet i 2001.

## Numre
1. "Mein Herz brennt" ("Mit hjerte brænder") – 04:40
2. "Links 2 3 4" ("Venstre 2, 3, 4") – 03:36
3. "Sonne" ("Sol") – 04:32
4. "Ich will" ("Jeg vil") – 03:37
5. "Feuer frei!" ("Affyr ilden") – 03:08
6. "Mutter" ("Moder") – 04:28
7. "Spieluhr" ("Spilledåse") – 04:46
8. "Zwitter" ("Hermafrodit") – 04:18
9. "Rein raus" ("Ind ud") – 03:10
10. "Adios" (Spansk: "Farvel") – 03:48
11. "Nebel" ("Tåge") – 04:53

## Tilhørende singler

### Sonne
Sonne er den første single fra albummet Mutter. Singlen indeholder også den 10. sang fra Mutter nemlig Adios.
1. [04:32] Sonne
2. [03:48] Adios
3. [04:10] Sonne (Clawfinger K.O. Remix)
4. [05:49] Sonne (Clawfinger T.K.O. Remix)
5. [04:31] Sonne (Instrumental)
6. [07:30] Sonne (instrumental Remix)

### Links 2, 3, 4
Links 2-3-4 er den anden single af Rammstein fra deres tredje album Mutter. Den handler bl.a. om den tyske politik. Højre- eller Venstreorienterede. Sangen har også militære undertoner. Dvd-maxi-singlen indeholder videoen og "Bag om kameraet" til videoen.
Lyddel
1. [03:36] Links 2-3-4
2. [03:45] Halleluja
3. [04:28] Links 2-3-4 (Clawfinger Geradeaus Remix)
4. [05:57] Links 2-3-4 (Westbam Technoelectro Mix)
5. [03:43] Links 2-3-4 (Westbam Hard Rock Cafe Mix)

Videodel
1. [03:36] Links 2-3-4 (Video)
2. [10:10] Links 2-3-4 (Making of)
3. Photogallery (Mutter)

### Ich will
Ich will er tredje single fra albummet. Man får næsten ondt af Till hvis man forstår teksten. Pet Sematary er et covernummer fra Ramones. Her er det Flake, keyboarderen, som synger.
1. [03:37] Ich will
2. [04:17] Ich will (Live)
3. [06:20] Ich will (Westbam Mix)
4. [06:13]Ich will (Paul van Dyk Mix)
5. [06:31] Pet Sematary
6. [04:20] Ich will (Video)

### Mutter
Mutter blev udgivet som fjerde single fra albummet. Den udkom den 25. marts 2002.
1. [03:40] Mutter (Radio Edit)
2. [04:32] Mutter (Vocoder Mix)
3. [05:30] 5/4
4. [07:22] Mutter (Sono's Inkubator Mix)

### Feuer frei!
Feuer frei! blev udgivet som femte single fra Mutter, og er samtidig titelnummeret til filmen xXx, og hvor de optræder de første par minutter inde i filmen. Under live bliver der fremført flammekastere der er fastspændt til de to guitaristers hoveder, Richard Z. Krupse og Paul Landers. En af de mest kendte numre, især live.
1. [03:08] Feuer frei!
2. [04:10] Feuer frei! (Rammstein Vs. Junkie XL remix)
3. [03:44] Feuer frei! (Rammstein remix 130)
4. [03:34] Feuer frei! (Rammstein remix 95)
5. [04:41] Cover Version by Battery "A Tribute to Rammstein" Du hast
6. [03:39]Cover Version by Battery "A Tribute to Rammstein" Bück dich

### Nebel
Nebel er en af Rammsteins mere stille sange. Den handler om en mand og en kvinde der står ved stranden og kvinden skal sige farvel til manden. Hun har brystkræft og vil fortælle ham det, men "vinden æder hendes ord". Det er nu så længe siden at han ikke kan huske det.
"Nebel" betyder tåge på tysk, men bagfra betyder det "liv" eller "at leve" hvilket også er et tema i sangen.